# Camilla Laureti
Camilla Laureti, née le 20 mai 1975 à Rome, est une députée européenne représentant l'Italie.

## Biographie
Née à Rome, mais résidente permanente à Spolète, Camilla Laureti est diplômée en histoire contemporaine à l'Université de Rome « La Sapienza », commençant immédiatement après son activité de journaliste radio d'abord à ANSA puis à Radio Città Futura, devenant journaliste professionnelle en 2006.

## Activité politique
En plus de l'activité journalistique, Laureti se consacre également à la communication politique en tant qu'attachée de presse, travaillant pour la présidence de la région du Latium et pour l'association Italia futura de Luca di Montezemolo. De 2013 à 2014, elle est responsable de la communication de la conseillère régionale pour le travail de la région du Latium Lucia Valente, dans le premier conseil dirigé par Nicola Zingaretti.
En 2014, le maire nouvellement élu de Spoleto Fabrizio Cardarelli nomme Laureti conseillere municipale pour la culture et le tourisme, poste qu'elle occupe jusqu'à la mort de Cardarelli en 2017.
A l'occasion des élections municipales de 2018, Laureti est la candidate officielle de la coalition de centre-gauche pour le poste de maire de Spolète, mais est battue au scrutin par le candidat de centre-droit Umberto De Augustinis avec une différence de seulement 86 voix À l'élection suivante, Laureti est de nouveau élue conseillère municipale, en soutien au candidat à la mairie Andrea Sisti, qui est plus tard élu maire.
En juin 2021, Laureti est élue secrétaire provinciale du Parti démocrate dans la province de Pérouse.

## Députée européenne
A l'occasion des élections européennes de 2019, Laureti est candidate comme députée européenne sur les listes du Parti démocrate, obtenant 46 591 voix et n'étant pas élue.
Le 11 janvier 2022, à la suite du décès du président du Parlement européen David Sassoli, Laureti lui succède comme députée européenne.